# 月刊競輪
月刊競輪（げっかんけいりん）とは、JKA（旧 日本自転車振興会）が発行していた、競輪情報誌。

## 概要
1955年に『競輪ファン』という名称で発行されたのが当誌のルーツであるが、不定期発行につき情報の即時性に乏しかったこともあり、1976年に月刊誌として当誌をスタートさせた。定期購読前払い金制による郵送販売に限られており、書店等では市販されていない。したがって、1980年代頃の特別競輪決勝戦中継では、PRも兼ねて必ず当誌のお知らせが告知されていた。
特徴として、当年2月号は必ず前年の年間記録集となっており、また、特別競輪等の歴代記録集も併せて掲載されている。どちらかというと予想に重きをおいている週刊紙のプロスポーツ（日刊プロスポーツ新聞社 発行）や、かつて発行されていた月刊競輪ダービー（ダービー社 発行）とは異なり、展望や分析、コラムといった内容が主体である。かつては樋口忠正、白川道、馬場雅夫など、著名人の連載コラムもあった。また、当時デイリースポーツの競輪担当記者だった井上和巳が、「井川知久」のペンネームで、特集記事などを執筆していたこともある。
しかし、1995年に白夜書房から市販向け雑誌としてけいりんマガジンが創刊された影響もあり、1995年には1万1千人を超える有料購読者がいたが、わずかその2年後には1万人を割り込んだ。さらに1990年代後半からインターネットによる情報サービス、「KEIRINデータプラザ」（KEIRIN.JPの前身情報サイト）が開始されたことなどが追い打ちをかけ、2012年7月時点で1600人にまで落ち込んでいる背景を踏まえ、JKAは、「インターネットの普及により、素早い情報提供を求める声が大きくなり、雑誌の役割が低下してきた」と部数減の原因を分析の上、2012年9月25日発行予定の同年10月号をもって休刊することを決めた。なお、同号は通算437号目の発行となる。
当誌休刊後、JKAは、KEIRIN.JPにおいて、『月刊競輪』のサイトを別途設け、当誌で掲載していた各選手の競走得点を一覧にまとめた「コンピュータールーム」と、前年の年間記録集についてはそちらに移管することになった。